# Belá (Žilina)
Belá (em húngaro: Bella) é um município da Eslováquia, situado no distrito de Žilina, na região de Žilina. Tem 38,61 km² de área e sua população em 2018 foi estimada em 3.399 habitantes.

## Demografia
| Ano:        | 1994 | 2004   | 2014   | 2024   |
| ----------- | ---- | ------ | ------ | ------ |
| Broj ljudi: | 3060 | 3346   | 3377   | 3266   |
| Razlika:    |      | +9,34% | +0,92% | -3,28% |

| Ano:               | 2023 | 2024   |
| ------------------ | ---- | ------ |
| Número de pessoas: | 3292 | 3266   |
| Diferença:         |      | -0,78% |